# HEC Lausanne
HEC Lausanne (Școala de Înalte Studii Comerciale sau École des Hautes Études Commerciales) este o școală de comerț și de economie afiliată Universității din Lausanne. HEC Lausanne propune diferite programe educaționale, toate integrate Sistemului Bologna: două programe științifice de licență, șase programe științifice de master, programe MBA și de doctorat. 

## Istorie

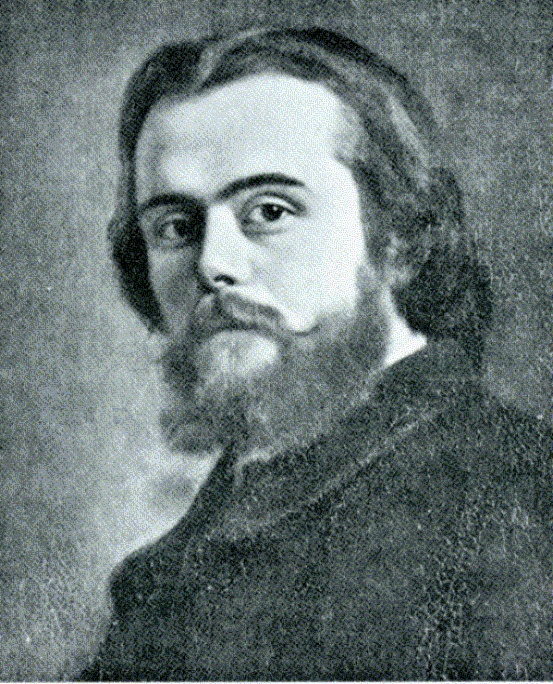
Léon Walras

În 1890, Academia din Lausanne este ridicată la rangul de Universitate, studiile economice fiind predate în cadrul Facultății de Drept. Această perioadă este puternic influențată de Léon Walras (1834-1910), fondatorul Școlii din Lausanne și creatorul teoriei echilibriului general. De asemenea, este și perioada lui Vilfredo Pareto (1848-1923), faimosul autor al conceptului eficienței Pareto. 
Pe data de 15 aprilie 1911, Școala de Înalte Studii Comerciale (HEC) este fondată de Léon Morf și Georges Paillard în cadrul Facultății de Drept. În același an, școala primește primii săi 12 studenți. Léon Morf, profesor de management, contabilitate publică și matematică financiară este primul decan, urmat de Georges Paillard.
De-a lungul anilor, profesori ca Henri Rieben, fondatorul primului departament al Integrării Europene, François Schaller, președintele Consiliului Bancar al Băncii Naționale a Elveției au perpetuat reputația școlii din anul 1986 până în anul 1989. 

## Programe

### Studii universitare de licență

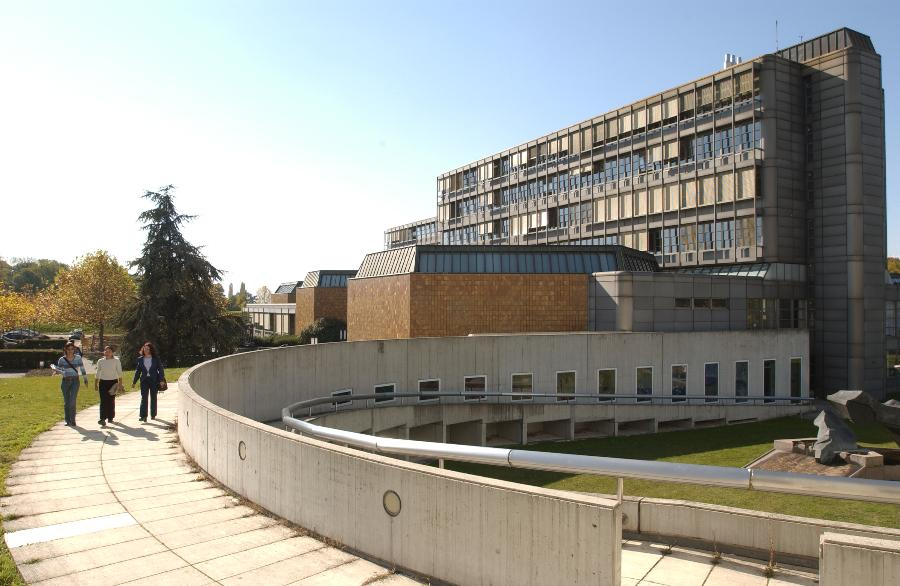
Internef, principala clădire HEC Lausanne

HEC Lausanne oferă următoarele programme: 
- Licență (Bachelors of Science)
- Master (Masters of Science and Masters of Law)
- Doctorat (PhD)
- Executive MBA
- Studii postuniversitare (Executive Education)

## Viața studențească

### Organizații studențești
Organizațiile studențești sunt omniprezente în HEC Lausanne și reprezintă un adevărat sprijin al comunității. Aceste organizații se implică în diferite activități pentru studenți, pentru a-i introduce în mediul de afaceri. Organizațiile studențești din cadrul HEC Lausanne sunt:
- Comité des Etudiants HEC
- Finance Club
- HEC Espace Entreprise
- HEConomist
- Innovation Time
- Junior Entreprise HEC
- SDE Semaine de l'entreprenariat
- START Lausanne
- Oikos Lausanne
- Uthink
- Wine Society
- AIESEC
- PhDnet

## Absolvenți

### Absolvenți faimoși
- Etienne Jornod, Président de la NZZ
- Jacques de Watteville, Président de la BCV
- André Borschberg, Pilote professionnel, co-fondateur et CEO de Solar Impulse
- Claude Béglé, CEO & Executive Chairman de Symbioswiss
- Jean-Claude Biver, Président de la Division Montres du groupe LVMH
- Thomas Wiesel, umorist

## Decani
- 1911-1925: Léon Morf
- 1925-1928: Georges Paillard
- 1928-1936: Adolphe Blaser
- 1936-1961: Jules Chuard
- 1961-1977: Robert Grosjean
- 1977-1986: Charles Iffland
- 1986-1990: Francis Léonard
- 1990-2000: Olivier Blanc
- 2002-2004: Alexander Bergmann
- 2004-2006: François Grizel
- 2006-2009: Suzanne de Treville
- 2009-2012: Daniel Oyon
- 2012-2015: Thomas von Ungern-Sternberg
- 2015-2018: Jean-Philippe Bonardi